# Mike Pompeo
Michael Richard (Mike) Pompeo, född 30 december 1963 i Orange i Kalifornien, är en amerikansk jurist, krigsveteran och republikansk politiker som var den 70:e utrikesministern i USA i Trumps kabinett mellan april 2018 till januari 2021. 
Han har tidigare varit generaldirektör för den amerikanska underrättelsetjänsten CIA samt varit en ledamot av USA:s representanthus där han representerade Kansas 4:e distrikt från 2011 till 2017. 
Den 13 mars 2018 meddelade president Donald Trump att han hade nominerat Pompeo som Rex Tillersons efterträdare på posten som USA:s utrikesminister. Pompeo bekräftades av senaten den 26 april 2018 med röstsiffrorna 57–42 för.

## Bakgrund
Pompeo föddes i Orange, Kalifornien, som son till Wayne och Dorothy Pompeo. Pompeo är av italiensk härkomst. Pompeo utexaminerades som klassetta från militärakademin United States Military Academy i West Point 1986 och var därefter fem år i USA:s armé. Han patrullerade bland annat gränsen mellan Öst- och Västberlin samt deltog i kriget i Persiska viken 1990–1991.
Efter tiden i militären började Pompeo studera vid juristprogrammet på Harvard University. Han avlade juristexamen (J.D.) 1994. Han tog examen med magna cum laude och tillhörde således de de tio procent bästa studenterna i sin årgång. Under sin tid på Harvard Law School var han även en av redaktörerna för Harvard Law Review.
Efter juristexamen arbetade Pompeo som jurist vid advokatbyrån Williams & Connolly i Washington D.C., som anses vara en av USA:s främsta advokatbyråer.

## Politisk karriär

### Politisk bakgrund
Pompeo valdes 2010 till ledamot av USA:s representanthus för delstaten Kansas och det republikanska partiet. Han tillträdde den 3 januari 2011. Pompeo omvaldes vid valen 2012, 2014 och 2016. Pompeo avgick den 23 januari 2017 efter att ha blivit godkänd och tillträtt som CIA-chef i Trumps kabinett.
Nomineringen av Pompeo som chef för USA:s underrättelsetjänst CIA offentliggjordes den 18 november 2016 av USA:s då tillträdande president Donald Trump. Den 23 januari 2017 godkändes Pompeo av USA:s senat och han tillträdde därmed som CIA-chef. Han avgick den 26 april 2018, då han tillträdde som USA:s utrikesminister.

### Utrikesminister

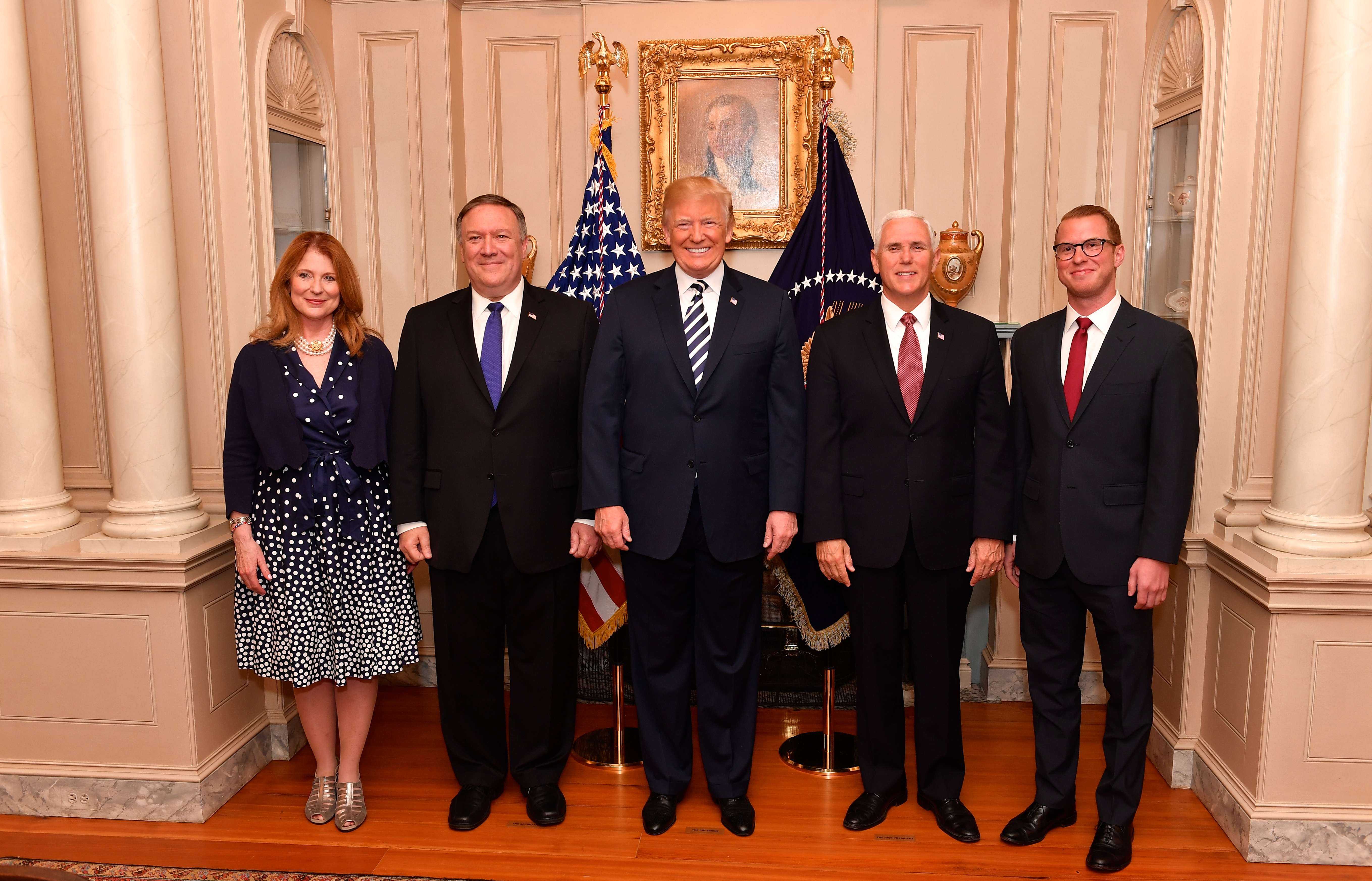
Pompeo med sin fru Susan, son Nicholas, Donald Trump och Mike Pence i maj 2018.

Den 13 mars 2018 meddelade president Trump beslutet att nominera Pompeo till ämbetet som USA:s utrikesminister som efterträdare till Rex Tillerson. Nomineringen kräver godkännande i senaten. Den 12 april 2018 vittnade Pompeo inför senatens utrikesutskott. Från att nomineringen blev känd brukade Pompeo personligen leverera presidentens dagliga sammanfattning i det ovala rummet.
Under påskhelgen 2018 fick Pompeo uppdraget att besöka Nordkorea och träffa högsta ledaren Kim Jong-un för att diskutera ett historiskt möte mellan Kim och president Trump.
Den 23 april 2018 röstade senatens utrikesutskottskommitté med röstningssiffrorna 11-9 för att skicka Pompeos nominering till hela senaten. Senator Chris Coons som röstade "närvarande" och Johnny Isakson, som hade varit upptagen med att hålla ett griftetal den dagen, röstade "ja genom fullmakt." Coons bestämde sig för att rösta "närvarande" eftersom omröstningen skulle ha blivit oavgjord om han hade röstat nej om nomineringen och för att Isakson var inte fysiskt närvarande var hans röst ogiltig. Senatens omröstning ägde rum den 26 april. Pompeo bekräftades av senaten i en omröstning som slutade med siffrorna 57-42 för. Flera demokratiska senatorer som ställde upp för omval år 2018 i delstater som Donald Trump vann i presidentvalet 2016 gick emot sitt parti och röstade för att bekräfta Pompeo.
Den 16 november 2018 läcktes en CIA-bedömning till media att med "högt förtroende" beordrade Saudiarabiens kronprins Mohammad bin Salman mordet på Washington Post-kolumnisten Jamal Khashoggi. Under stigande press från lagstiftare som ville ha åtgärder mot Saudiarabien, ifrågasatte Pompeo CIA:s slutsats och förklarade att det inte fanns några direkta bevis som kopplade kronprinsen till Khashoggis mord.

### Politiska åsikter
Pompeo tillhör Tea Party-rörelsen inom det republikanska partiet.
Han är medlem i lobbyorganisationen National Rifle Association, som förordar rätten att bära vapen. Under Barack Obamas presidentskap motsatte han sig beslutet att stänga Guantánamolägret i Kuba där terrorister hålls fångna, kärnenergiavtalet med Iran samt delar av sjukvårdsreformen Patient Protection and Affordable Care Act (inofficiellt även kallad Obamacare). Han har uttryckt stöd för underrättelsetjänsten National Security Agency:s övervakningsprogram. Han är emot abort. Han motsatte sig Trumps beslut i december 2017 att erkänna Jerusalem som Israels huvudstad och beslutet att flytta den amerikanska ambassaden i Israel till staden.